# Edoardo V d'Inghilterra
Edoardo V d'Inghilterra (Londra, 4 novembre 1470 – probabilmente Torre di Londra, post luglio 1483) è stato re d'Inghilterra dal 9 aprile al 26 giugno 1483, giorno successivo alla data in cui fu dichiarato decaduto dal Parlamento, in quanto riconosciuto figlio illegittimo del re Edoardo IV, dopo che il consiglio di reggenza, presieduto da suo zio, il Lord Protettore Riccardo di Gloucester, lo aveva trasferito negli appartamenti reali nella torre di Londra assieme al fratello, Riccardo Plantageneto, I duca di York.

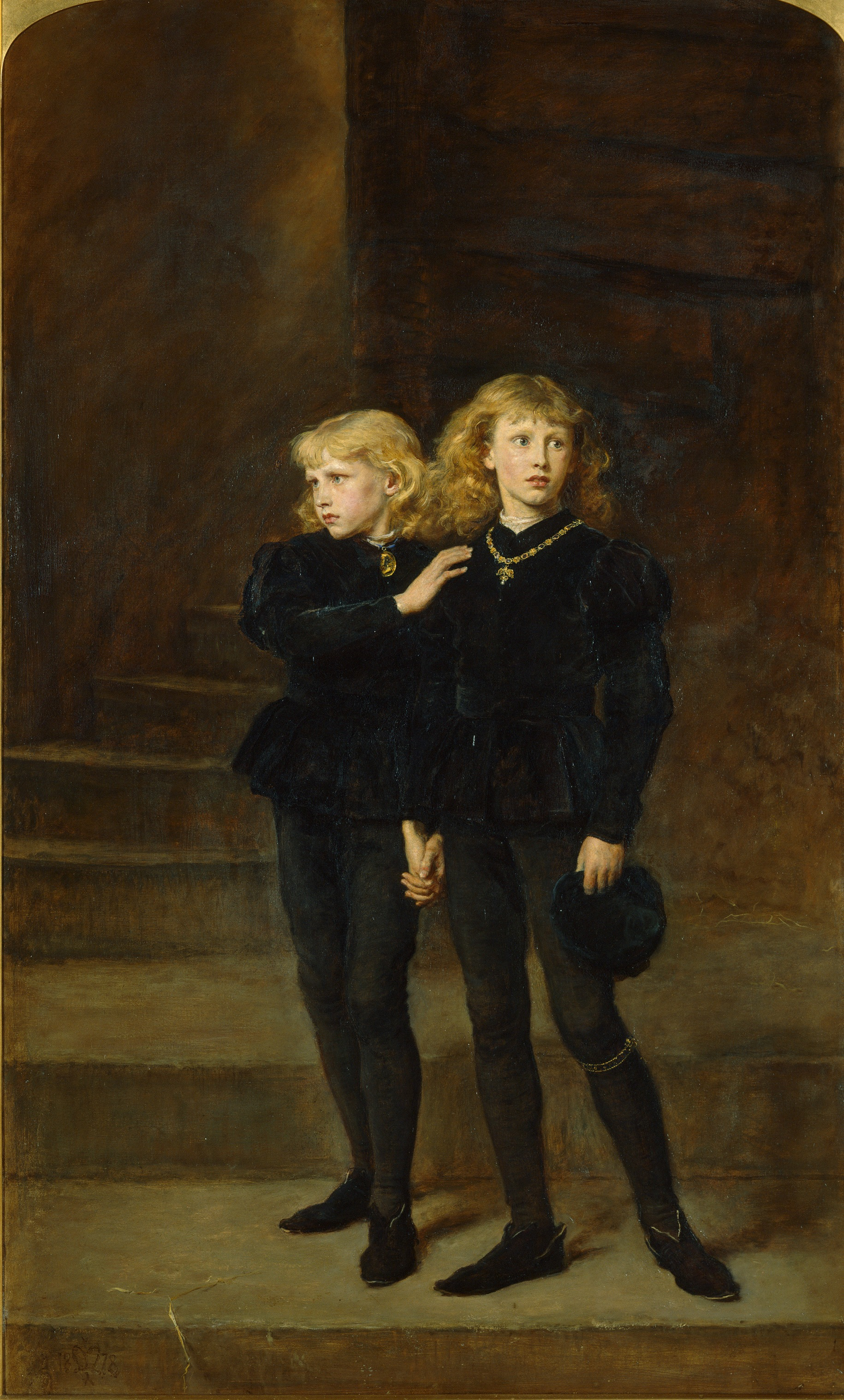
I principi Edoardo e Riccardo nella Torre, 1483 di Sir John Everett Millais

Era figlio del re d'Inghilterra Edoardo IV e di Elisabetta Woodville.

## Biografia
Edoardo nacque nel monastero annesso all'abbazia di Westminster mentre suo padre stava lottando per sconfiggere Enrico VI nella Guerra delle due rose.

### Infanzia
Dopo la battaglia di Tewkesbury del 4 maggio 1471, suo padre Edoardo IV riconquistò la corona e Edoardo, circa due mesi dopo, venne nominato Principe di Galles (titolo riservato agli eredi al trono nella Corona inglese).
Nel 1480 Edoardo si fidanzò con Anna, unica figlia ed erede di Francesco II, duca di Bretagna. Tale progetto terminò con la scomparsa del principe.

### Regno
Ai primi di aprile del 1483 Edoardo IV, sul letto di morte, istituì un Consiglio di Reggenza che aiutasse il suo figlio ed erede: a capo del Consiglio pose suo fratello Riccardo di Gloucester (nominato Lord Protettore d'Inghilterra) ed esso comprendeva la regina e i suoi parenti.
Costoro erano odiati da gran parte della nobiltà a causa dell'avidità di cui avevano dato prova durante il regno della sorella: nulla avevano lasciato di intentato per depredare il tesoro regio e ottenere feudi e titoli. Ora, con un re così giovane e quindi debole, si temeva che avrebbero continuato, portando l'Inghilterra alla rovina.
Alla morte del padre (9 aprile 1483) Edoardo risiedeva ancora nel castello di Ludlow, in Galles, dove era stato mandato con lo zio materno Antonio Woodville, conte di Rivers, fin dall'età di due anni. Riccardo di Gloucester fu informato della morte del re Edoardo IV suo fratello e di essere stato da lui nominato Lord Protettore da William Hastings, non dalla regina vedova, che cercò invece di anticipare l'arrivo di Edoardo nella capitale incaricando il fratello lord Rivers e uno dei due figli di primo letto, Richard Grey, di portare al più presto il giovane re a Londra. Nonostante Rivers viaggiasse con una scorta di 2000 soldati, Gloucester, con l'aiuto del cugino Enrico Stafford duca di Buckingham, riuscì a raggiungere il nipote a Stony Stratford, assumendo così il Protettorato e scortando personalmente l'erede al trono a Londra. I parenti della regina vennero arrestati per ordine del Lord Protettore. Rinchiusi nella prigione di Pontefract (detta anche Pomfret), vennero decapitati, con l'accusa di aver tramato contro il Lord Protettore, il 25 giugno 1483.
La regina e l'altro figlio di primo letto, Thomas Grey marchese di Dorset, riuscirono a scappare, non senza aver prima sottratto il tesoro reale, insieme al giovane Riccardo di York e alle altre figlie di Edoardo IV, chiedendo asilo all'abbazia di Westminster, che godeva dell'inviolabilità in quanto luogo sacro.
Edoardo V, dodicenne, fu inizialmente alloggiato presso l'abitazione del vescovo Lincoln; il Consiglio propose poi di trasferirlo negli alloggi reali della Torre in attesa dell'incoronazione fissata per il 22 giugno, come era tradizione per i monarchi. Il fratello Riccardo, di dieci anni, fu rilasciato dalla madre il 16 giugno e venne preso in custodia dall'Arcivescovo di Canterbury e da Lord Howard, scortati da soldati della guardia reale arrivati su otto barconi, per essere portato negli alloggi del fratello maggiore. Prima dell'attesa incoronazione, Robert Stillington, vescovo di Bath, rivelò che Edoardo IV prima di incontrare Elisabeth Woodville avrebbe contratto un matrimonio segreto con un'altra donna, Eleanor Talbot vedova di Sir Ralph Butler (o Boteler), figlia di Lord Talbot conte di Shrewsbury e deceduta senza prole nel 1468 presso un convento. In base a tale asserzione, il successivo matrimonio di Edoardo IV con Elizabeth Woodville venne dichiarato nullo e i figli illegittimi. L'incoronazione del giovane Edoardo venne cancellata e il 22 giugno i figli di Edoardo furono dichiarati illegittimi pubblicamente durante un sermone tenutosi nella piazza antistante la chiesa di St. Paul; il 25 giugno l'assemblea dei Lord e dei tre Stati del regno sottoscrisse una petizione per chiedere a Riccardo di Gloucester di accettare il trono. Riccardo venne incoronato il 6 luglio e partì per un viaggio ufficiale attraverso il regno, da cui rientrò solo all'inizio dell'autunno. Fino al mese di agosto del 1483 i due giovani fratelli vennero notati giocare insieme nei giardini della Torre, ma ogni avvistamento cessò nell’autunno di quell’anno, a partire dal quale non si ebbe più notizia di alcuno dei due. In seguito alla fallita rivolta del duca di Buckingham a ottobre del 1483, cominciò a essere dato per certo che i due principi fossero ormai morti, probabilmente uccisi per ordine o comunque per conto e nell’interesse di Riccardo III. Nacque così la leggenda dei Principi nella Torre.

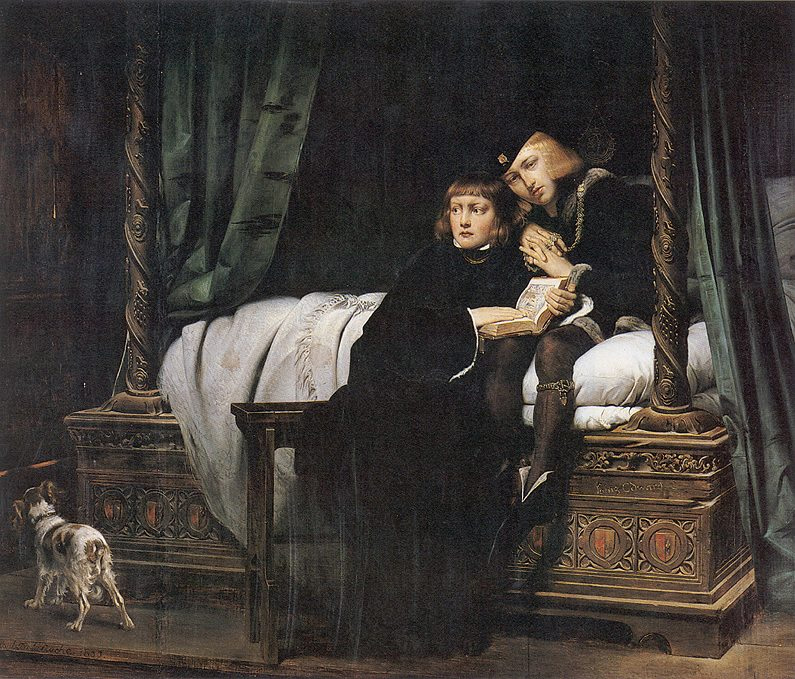
Il re Edoardo V e il fratello Riccardo aspettano la fine, di Sir Paul Delaroche

### Titulus Regius
Appena il re e suo fratello Riccardo furono entrambi nella Torre, furono rese pubbliche le affermazioni di Robert Stillington, vescovo di Bath, che testimoniò al Parlamento di avere presieduto alla cerimonia di fidanzamento tra il defunto Edoardo IV e lady Eleanor Talbot, figlia del conte di Shrewsbury (pure lei deceduta), cerimonia avvenuta poco prima delle nozze tra Edoardo IV ed Elizabeth Woodville. Ai tempi, secondo il diritto canonico, il fidanzamento equivaleva al matrimonio: il matrimonio tra il re e la Woodville era quindi illegittimo, e illegittimi i loro figli. Con un atto chiamato Titulus Regius, il 9 luglio 1483 costoro vennero dichiarati decaduti da ogni diritto alla corona ed Edoardo V perse il trono. Ovviamente ora lo scettro spettava al loro zio, Riccardo, duca di Gloucester, che si fece incoronare, dietro petizione del Parlamento, con il nome di Riccardo III.

### Morte

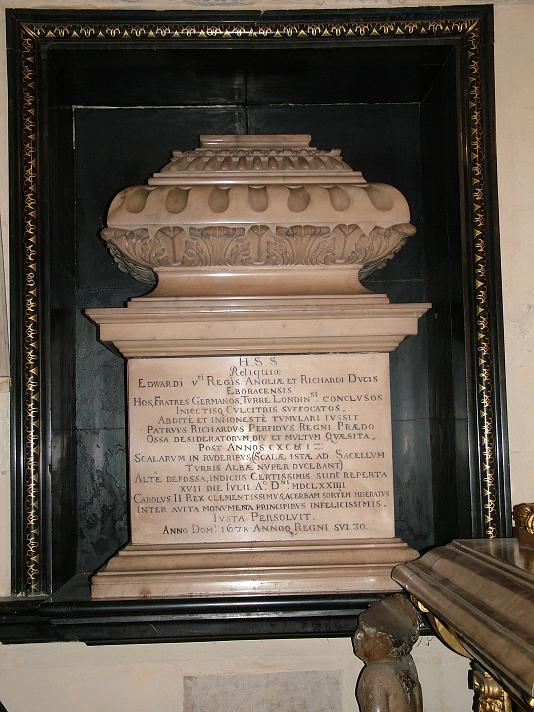
Tomba di Edoardo V nella Cappella di Enrico VII

Secondo la tradizione si ignora la data di morte di Edoardo, così come la causa. Nel 1674, durante alcuni lavori di ristrutturazione nella Torre di Londra, ai piedi di una scala nella White Tower alcuni muratori trovarono una cassa in metallo contenente due scheletri apparentemente di bambini, uno un poco più grande dell'altro: si ritenne che fossero stati ritrovati i corpi degli sfortunati principi. Per volere di Carlo II, commosso dalla loro sventura, essi vennero sepolti con tutti gli onori nell'abbazia di Westminster, mentre Edoardo IV e Elisabeth Woodville sono sepolti nella cappella di San Giorgio nel castello di Windsor.
In realtà la sorte dei principi nella Torre, e in particolare del fratello di Edoardo, il giovane Riccardo, è molto dibattuta tra gli storici moderni. Durante il regno di Enrico VII Tudor, il nuovo re fu contestato da un giovane che per la prima volta nel 1490 alla corte della, a sua detta, zia Margherita York duchessa di Borgogna affermò ufficialmente di essere Riccardo duca di York, figlio minore di Edoardo IV. Il giovane venne riconosciuto come Riccardo di York dai principali sovrani europei e il re di Scozia che lo ospitò e finanziò per diverso tempo gli diede in sposa una sua cugina. Dopo diversi tentativi di spodestare il re Tudor, il suo esercito fu sconfitto a Taunton il 4 ottobre 1497, il giovane fu catturato e costretto sotto tortura a firmare una confessione in cui affermava di non essere Riccardo, bensì un impostore di nome Perkin Warbeck. Diversi elementi documentali, emersi anche negli archivi europei dove la censura Tudor non aveva modo di arrivare, oltre al fatto che alla moglie del re, Elisabetta di York, e alle sue sorelle non fu mai permesso di vedere il giovane che fino a prima della cattura affermava di essere loro fratello, gettano dubbi sulla versione dell'impostore fatta circolare dal re Enrico VII Tudor, che lo fece giustiziare il 23 novembre 1499 dopo che aveva tentato di fuggire dalla Torre insieme a Edoardo conte di Warwick, figlio di Giorgio di Clarence.

## Ascendenza
|                                         |                             |                                       | Genitori                                   |  |  | Nonni |  |  | Bisnonni                                      |  |  | Trisnonni                            |  |
|                                         |                             |                                       |                                            |  |  |       |  |  | Riccardo Plantageneto, III conte di Cambridge |  |  | Edmondo Plantageneto, I duca di York |  |
|                                         |                             |                                       |                                            |  |  |       |  |  | Riccardo Plantageneto, III conte di Cambridge |  |  | Edmondo Plantageneto, I duca di York |  |
|                                         |                             | Isabella di Castiglia                 |                                            |  |  |       |  |  | Riccardo Plantageneto, III conte di Cambridge |  |  |                                      |  |
| Riccardo Plantageneto, III duca di York |                             |                                       |                                            |  |  |       |  |  | Riccardo Plantageneto, III conte di Cambridge |  |  |                                      |  |
|                                         |                             | Anna Mortimer                         | Ruggero Mortimer                           |  |  |       |  |  |                                               |  |  |                                      |  |
|                                         |                             | Anna Mortimer                         | Ruggero Mortimer                           |  |  |       |  |  |                                               |  |  |                                      |  |
|                                         |                             | Anna Mortimer                         | Alianore Holland                           |  |  |       |  |  |                                               |  |  |                                      |  |
| Edoardo IV d'Inghilterra                |                             | Anna Mortimer                         |                                            |  |  |       |  |  |                                               |  |  |                                      |  |
|                                         |                             | Ralph Neville, I conte di Westmorland | John Neville                               |  |  |       |  |  |                                               |  |  |                                      |  |
|                                         |                             | Ralph Neville, I conte di Westmorland | John Neville                               |  |  |       |  |  |                                               |  |  |                                      |  |
|                                         |                             | Ralph Neville, I conte di Westmorland | Maud Percy                                 |  |  |       |  |  |                                               |  |  |                                      |  |
| Cecilia Neville                         |                             | Ralph Neville, I conte di Westmorland |                                            |  |  |       |  |  |                                               |  |  |                                      |  |
|                                         |                             | Joan Beaufort                         | Giovanni Plantageneto, I duca di Lancaster |  |  |       |  |  |                                               |  |  |                                      |  |
|                                         |                             | Joan Beaufort                         | Giovanni Plantageneto, I duca di Lancaster |  |  |       |  |  |                                               |  |  |                                      |  |
|                                         |                             | Joan Beaufort                         | Katherine Swynford                         |  |  |       |  |  |                                               |  |  |                                      |  |
| Edoardo V d'Inghilterra                 |                             | Joan Beaufort                         |                                            |  |  |       |  |  |                                               |  |  |                                      |  |
|                                         | Richard Woodville di Rivers | …                                     |                                            |  |  |       |  |  |                                               |  |  |                                      |  |
|                                         | Richard Woodville di Rivers | …                                     |                                            |  |  |       |  |  |                                               |  |  |                                      |  |
|                                         | Richard Woodville di Rivers | …                                     |                                            |  |  |       |  |  |                                               |  |  |                                      |  |
| Richard Woodville                       | Richard Woodville di Rivers |                                       |                                            |  |  |       |  |  |                                               |  |  |                                      |  |
|                                         |                             | Joan Bedlisgate                       | Thomas Bittlesgate di Knightstone          |  |  |       |  |  |                                               |  |  |                                      |  |
|                                         |                             | Joan Bedlisgate                       | Thomas Bittlesgate di Knightstone          |  |  |       |  |  |                                               |  |  |                                      |  |
|                                         |                             | Joan Bedlisgate                       | …                                          |  |  |       |  |  |                                               |  |  |                                      |  |
| Elisabetta Woodville                    |                             | Joan Bedlisgate                       |                                            |  |  |       |  |  |                                               |  |  |                                      |  |
|                                         |                             | Pietro I di Lussemburgo-Saint Pol     | Giovanni di Saint-Pol                      |  |  |       |  |  |                                               |  |  |                                      |  |
|                                         |                             | Pietro I di Lussemburgo-Saint Pol     | Giovanni di Saint-Pol                      |  |  |       |  |  |                                               |  |  |                                      |  |
|                                         |                             | Pietro I di Lussemburgo-Saint Pol     | Margherita d'Enghien                       |  |  |       |  |  |                                               |  |  |                                      |  |
| Giacometta di Lussemburgo               |                             | Pietro I di Lussemburgo-Saint Pol     |                                            |  |  |       |  |  |                                               |  |  |                                      |  |
|                                         |                             | Margherita del Balzo                  | Francesco I del Balzo                      |  |  |       |  |  |                                               |  |  |                                      |  |
|                                         |                             | Margherita del Balzo                  | Francesco I del Balzo                      |  |  |       |  |  |                                               |  |  |                                      |  |
|                                         |                             | Margherita del Balzo                  | Sveva Orsini                               |  |  |       |  |  |                                               |  |  |                                      |  |
|                                         |                             | Margherita del Balzo                  |                                            |  |  |       |  |  |                                               |  |  |                                      |  |